# ウィリアム・アマースト (初代アマースト伯爵)

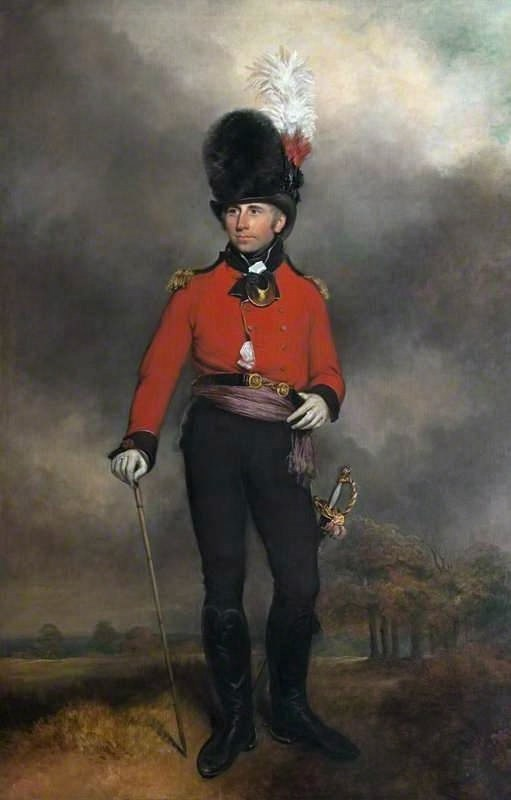
ウィリアム・アマーストの肖像画（1803年）。アーサー・ウィリアム・デヴィス作

初代アマースト伯爵ウィリアム・ピット・アマースト（英語: William Pitt Amherst, 1st Earl Amherst, GCH, PC, 1773年1月14日 - 1857年3月13日）は、イギリスの外交官、植民地行政官。1823年から1828年までベンガル総督。七年戦争で活躍した陸軍中将ウィリアム・アマーストの息子。中国語名は阿美士徳（あみしとく）。

## 概要
前任のジョージ・マカートニーから英中貿易の全権大使を引き継ぎ、バジル・ホールのライラ号とマレー・マクスウェルのアルセスト号の護衛を受けながら、1816年8月に清の天津に到着。中華思想による朝貢関係の改善のため嘉慶帝に謁見を求めた。しかし皇帝に拝謁する際の三跪九叩頭の礼を拒否したため謁見は叶わず、貿易改善の交渉も開始できなかった。
後にベンガル総督（1823-28年）（1833年にインド総督と改称）となり、アッサムなどを併合、植民地支配に功労があった。この時代に入植したイギリス人がアッサム茶を発見して栽培を広げ、本国に持ち帰ったことで後のイギリスの喫茶文化（アフタヌーンティー）の隆盛につながった。また東から進出してきていたビルマを攻撃し（第1次英緬戦争）、アラカン、テナセリムなどの併合の道筋をつけた。
この時期に前後してイギリスが進めていた三角貿易のうち、清へ流通する商品が銀から麻薬であるアヘンに変わり始め、急激に対清貿易赤字が改善した。1827年にはアヘン貿易が茶貿易を上回っている。